# لوكهيد إكس إتش-51
لوكهيد إكس إتش-51 (بالإنجليزية: Lockheed XH-51)‏ هي مروحية أنتجت في 1962 بالولايات المتحدة. من صناعة شركة لوكهيد. كانت تستخدم بشكل أساسي من قبل القوات البرية للولايات المتحدة. كان أول طيران لها في 2 نوفمبر 1962. صنع منها 3 طائرة.

## المستخدمون
- القوات البرية للولايات المتحدة
- ناسا